# Mahindra XUV700
Le Mahindra XUV700 est un modèle de SUV crossover compact produit par le constructeur automobile indien Mahindra & Mahindra. Présenté en août 2021, le véhicule succède au XUV500.

## Aperçu
Le véhicule a été introduit le 14 août 2021. Le XUV700 a été conçu à l'origine comme le XUV500 de deuxième génération, mais Mahindra a décidé de repositionner le modèle en raison de son plan d'expansion de ses SUV. C'est leur premier modèle à utiliser le nouveau logo de Mahindra, qui est réservé aux SUV.
Il est proposé avec un moteur essence et un moteur Diesel en option. Le premier est un turbocompresseur mStallion à quatre cylindres de 2 L capable de produire 200 ch (147 kW) et 380 N m. L'option Diesel est un turbodiesel mHawk à quatre cylindres de 2,2 L. L'entrée de gamme du moteur produit 155 ch (114 kW) et 360 N m, tandis que dans les variantes supérieures l'unité est capable de produire 185 ch (136 kW) et 420 N m en manuel ou 450 N m en automatique. Les deux moteurs peuvent être équipés d'options de transmission manuelle à 6 vitesses et automatique à 6 vitesses, tandis que la variante Diesel de qualité inférieure ne sera disponible qu'avec une transmission manuelle. Une variante à transmission intégrale est également disponible.
Le XUV700 est disponible en deux séries, MX et AdrenoX (AX). La série MX a une seule finition, tandis que la série AdrenoX se compose de trois niveaux de finition, à savoir AX3, AX5 et AX7. La série AdrenoX est équipée de l'AdrenoX éponyme, une commande vocale basée sur l'Amazon Alexa. Des configurations à 5 et 7 places sont disponibles. La variante haut de gamme est également équipée d'un système d'aide à la conduite automobile (ACA) adapté aux conditions routières indiennes, ce qui en fait le premier produit Mahindra à recevoir une technologie autonome de niveau 1.

## Sécurité
Le Mahindra XUV700 est classé 5 étoiles pour la sécurité des adultes et 4 étoiles pour le score des enfants par Global NCAP. Le véhicule testé est conforme aux spécifications de sécurité les plus élémentaires, équipé de deux airbags, de l'ABS et d'ancrages ISOFIX.
| Scores de la Global NCAP    |             |
| Occupant adulte (étoiles)   | 5/5 étoiles |
| Occupant adulte (score)     | 16.03/17.00 |
| Occupant enfant (étoiles)   | 4/5 étoiles |
| Occupant enfant (score)     | 41.66/49.00 |
| Intégrité de la carrosserie | Stable      |